# Катастрофа L-188 под Каннелтоном
Катастрофа L-188 под Каннелтоном — крупная авиационная катастрофа турбовинтового пассажирского самолёта Lockheed L-188C Electra американской авиакомпании Northwest Airlines, произошедшая в четверг 17 марта 1960 года. Авиалайнер с 63 людьми на борту выполнял пассажирский рейс из Чикаго в Майами, а с момента вылета прошло менее часа, когда при пролёте над округом Перри (штат Индиана) посреди ясного неба у него неожиданно разрушилось крыло, после чего самолёт рухнул в районе города Каннелтон, а все на борту погибли.
Данное происшествие случилось спустя полгода после произошедшей 29 сентября 1959 года близ Баффало (штат Техас) аналогичной катастрофы Lockheed Electra, но авиакомпании Braniff Airways. Тогда после нескольких совещаний Федеральное управление гражданской авиации США дало указание провести переоценку данного самолёта. В ходе данной программы в научно-исследовательском центре НАСА была проведена серия тестов по продувке модели L-188, которая совместно с лётными испытаниями позволила обнаружить главного виновника катастрофы, коим оказался давний враг авиации — флаттер воздушного винта, значительно усилившийся на новых турбовинтовых самолётах с их увеличенными скоростями полёта и возросшими оборотами воздушных винтов. Он создавал колебания двигателя, которые могли войти в резонанс с собственными колебаниями крыла, в результате чего происходило разрушение конструкции последнего.

## Самолёт
Lockheed L-188C Electra с регистрационным номером N121US (заводской — 1057) был выпущен в 1959 году, а 19 июля передан заказчику — американской авиакомпании Northwest Airlines (сама она себя в рекламе называла Northwest Orient Airlines), в которую и поступил на следующий день. Его четыре турбовинтовых двигателя были модели 501-D13 фирмы Allison и оборудованы воздушными винтами модели A644-FN-606 производства фирмы Aero Products (Allison и Aero Products являются подразделениями General Motors). Общая наработка борта N121US составляла 1786 лётных часов, в том числе 74 часа от последней периодической проверки. которая проводилась 9 марта 1960 года.

## Экипаж
Лётный экипаж (в кабине) состоял из двух пилотов и бортинженера:
- Командир воздушного судна — 57-летний Эдгар Э. Лэпарл (англ. Edgar E. Laparle). В авиакомпании Northwest с 15 марта 1937 года, а 4 июня 1940 был повышен до командира самолёта. Имел действующую лицензию пилота самолётов типа Curtiss-Wright C-46 Commando, Boeing 377 Stratocruiser Douglas DC-3, -4, -6, Martin 2-0-2 и Lockheed L-188 Electra, а также лицензию частного пилота. Его общий лётный стаж составлял 27 523 часа, в том числе 254 часа на «Электре»;
- Второй пилот — 27-летний Джозеф С. Миллс (англ. Joseph C. Mills). В авиакомпании Northwest с 7 августа 1957 года. Его общий лётный стаж составлял 2974 часа, в том числе 200 часов 30 минут на «Электре»;
- Бортинженер — 40-летний Арнольд В. Коуол (англ. Arnold W. Kowal). В авиакомпании Northwest с 19 марта 1942 года, имел квалификацию бортинженера самолётов типа Boeing 377 Stratocruiser, Douglas DC-6, -7 и Lockheed L-188 Electra. Его общий лётный стаж составлял 5230 часов, в том числе 63 часа 36 минуты на Electra.

В салоне работали три бортпроводника — две стюардессы и один стюард:
- Констанс М. Наттер (англ. Constance M. Nutter);
- Барбара А. Шрайбер (англ. Barbara A. Schreiber);
- Митчелл Д. Фостер (англ. Mitchell D. Foster).

## Катастрофа
В тот день самолёт выполнял регулярный пассажирский рейс NW-710 по маршруту Миннеаполис — Чикаго — Майами. В ходе предполётного инструктажа экипаж получил информацию о маршруте полёта и прогноз погоды. Также метеоролог предупредил о грозе над Флоридой и что над юго-восточными штатами наблюдалось сильное высотное струйное течение, которое продолжало усиливаться, но не было дано чёткой информации о турбулентности на маршруте полёта. Согласно плану полёта, полёт до Чикаго должен был выполняться по правилам полётов по приборам на эшелоне 15 000 футов (4600 м) с воздушной скоростью 340 узлов по воздушным коридорам (Victor Airways) 2, 97 и 6, а затем посадка в аэропорту Мидуэй; расчётная продолжительность полёта 53 минуты. В 12:51 рейс 710 вылетел из Миннеаполиса и после выполнения вполне обычного полёта в 13:55 приземлился в Чикаго.
Стоянка в Чикаго заняла минут 30, в течение которых лайнер дозаправили, а командир, сходив в офис авиакомпании, получил свежую информацию о погоде на маршруте. При этом в чикагском офисе Northwest не было метеоролога. Согласно поданному экипажем плану полёта, от аэропорта Мидуэй маршрут полёта пролегал сперва по воздушному коридору «Виктор 53» до Пеотона, от него по «Виктор 171» до Скотленда, после по «Виктор 243» до Чаттануги, затем по «Виктор 51W» до Атланты, далее по «Виктор 97» до Олбани, потом по «Виктор 159W» до Кросс-Сити, от него по «Виктор 7» до Форт-Майерса, и наконец по «Виктор 35» уже до Майами. Полёт должен был проходить по правилам полётов по приборам на эшелоне 18 000 футов (5500 м) с воздушной скоростью 337 узлов; расчётное время в пути — 3 часа 37 минут.
Всего на борту авиалайнера находились 57 пассажиров (56 взрослых и 1 ребёнок) и 6 членов экипажа, а общий взлётный вес составлял 107 661 фунт (48 834 кг) при максимальном допустимом для данного рейса 110 590 фунтов (50 163 кг), который был установлен из расчёта, чтобы посадочный вес в Майами не превышал максимальный посадочный. Центровка по имеющимся данным также была в пределах допустимого. После получения плана полёта диспетчер сообщил экипажу: NW 710 разрешается [полёт] до аэропорта Майами через Пеотон по «Виктор 171» до Скотленда, далее по маршруту, высота [полёта] 18 000 [футов]. В 14:38 рейс 710 вылетел из Чикаго в Майами.

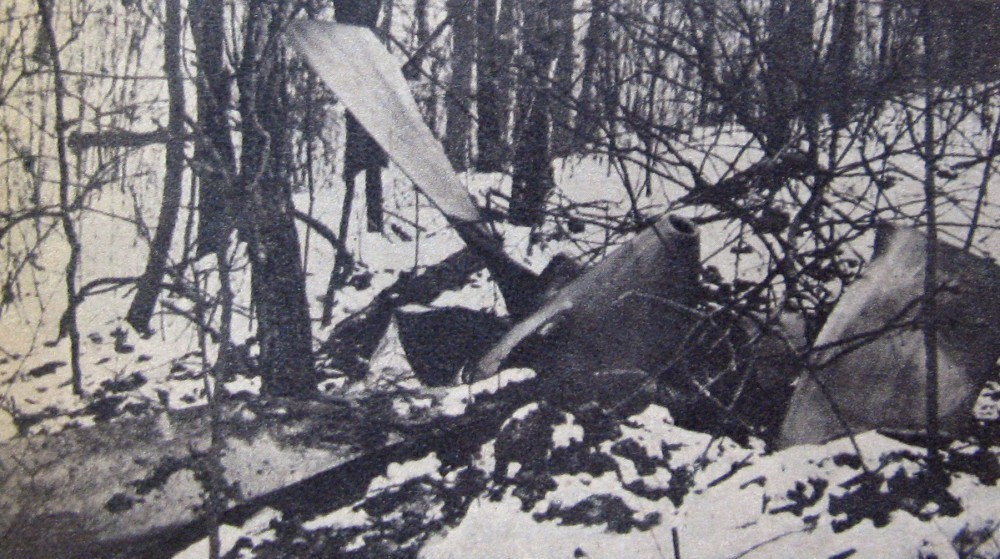
На месте катастрофы

В 14:45 рейс 710 связался с центром управления воздушным движением в Индианаполисе и доложил о прохождении Милфорда на высоте 18 000 футов (5500 м) и расчётном времени прохождения Скотленда в 15:12. В 15:13 с рейса 710 доложили о прохождении Скотленда на высоте 18 000 футов и расчётном времени прохождения Боулинг-Грин в 15:35. Это был последнее известное сообщение с борта N121US. На радиолокаторе в Индианаполисе самолёт наблюдался до удаления 7 миль (11 км) от Скотленда и его полёт проходил вполне нормально. В 15:30 диспетчер в Индианаполисе дал рейсу 710 указание переходить на связь с центром в Мемфисе на частоте 124,6 КГц, однако ответа уже не последовало.
Примерно в 16:40 из Миннеаполиса из офиса компании Northwest Airlines поступило сообщение, что авиалайнер разбился в штате Индиана близ Каннелтона. В 15:25 самолёт на огромной скорости врезался в землю в точке координат 37°54′38″ с. ш. 86°38′00″ з. д. примерно в шести милях к востоку от Каннелтона и в десяти милях от Телл-Сити. Все 63 человека на борту погибли. На то время по числу жертв эта авиационная катастрофа занимала первое место в штате Индиана и седьмое во всей стране.

## Известные пассажиры
- В катастрофе погиб агент ЦРУ Чииоки «Чик» Икеда (англ. Chiyoki «Chick» Ikeda)[8].

## Предварительное расследование

### Показания очевидцев
В ходе расследования были опрошены 75 очевидцев на земле, которые находились неподалёку от места происшествия. Согласно их показаниям, катастрофа случилась около 15:15, при этом небо было достаточно ясным, за исключением отдельных облаков с нижней границей примерно 4000 футов (1200 м), но видимость была достаточно хорошей. Самолёт выполнял горизонтальный полёт на большой высоте, следуя примерно с севера на юг, когда неожиданно появились два небольших облачка белого дыма, которые через несколько секунд сменило одно большое, уже из чёрного дыма. Раздались два громких взрыва, после чего из дымового облака снизу почти отвесно вылетел большой объект, который был объят пламенем и дымом, а следом за ним начали выпадать объекты поменьше. Фюзеляж лайнера в свою очередь пролетел горизонтально ещё несколько секунд, но затем по большой дуге перешёл в падение, после чего на огромной скорости врезался в землю, причём удар был настолько сильным, что мусор и отдельные обломки даже подлетели вверх почти на 250 футов (76 м).
В этом районе также находились три бомбардировщика B-52 Stratofortress и три заправщика КС-135 Stratotanker) американских ВВС. Их экипажи отрабатывали дозаправку в воздухе, следуя на высотах от 31 000 футов (9400 м) до 32 000 футов (9800 м) примерно под углом 170° к курсу рейса 710. Согласно показаниям лётчиков, в 15:32 они увидели тёмное облако дыма, от которого находились в тот момент примерно в 26 морских милях (48 км) на северо-северо-запад, а в 15:39 прошли на траверзе примерно в 12 морских милях (22 км) к западу, после чего потеряли это облако из виду. Формой облако смахивало на верхнюю часть ребёнка, а его цвет был тёмным, какой характерен при сжигании нефтепродуктов. Также это облако было несколько вытянуто в северном направлении, его верхняя граница находилась примерно на высоте 25 000 футов (7600 м), тогда как нижняя тонула в слое облачности. На протяжении всех семи минут наблюдения форма облака почти не изменялась.

### Погода в регионе
В тот день штаты Арканзас, Иллинойс, Индиана, Кентукки, Мичиган, Огайо и Теннесси находились во власти антициклона, верхняя граница которого простиралась до 30 000 футов (9100 м). Согласно данным с метеостанций, расположенных близ маршрута полёта рейса 710, от Чикаго до Терре-Хота простирался слой облачности с просветами, нижняя граница которого составляла в среднем 1500 футов (460 м). Над этим слоем на высоте 4000 футов (1200 м) простирался второй слой облачности с просветами, который шёл от Чикаго вплоть до места происшествия, а его вершины были на высоте от 7000 футов (2100 м) до 7500 футов (2300 м) близ Чикаго, а к Луисвиллу и Эвансвиллу снижались до 6000 футов (1800 м), а то и до 5000 футов (1500 м). Над этими двумя слоями стояло уже ясное небо, а видимость была неограниченной.
Согласно докладам от пилотов, а также результатам наземных наблюдений, были определены параметры ветровых градиентов в районе штатов Иллинойс и Индиана.
На 18:00 CST
Горизонтальные воздушные потоки:
16 000 футов (4900 м) — 150° 39 узлов;
18 000 футов (5500 м) — 150° 52 узла.
Вертикальные воздушные потоки:
Нашвилл: на 16 000—18 000 футов — 10 узлов/1000 футов (300 м);
Дейтон: на 16 000—18 000 футов — 2,4 узла/1000 футов (300 м).
Градиент ветра во всей области:
18 000 футов (5500 м) — 50° от Пеории до Дейтона и 60° от Пеории до Нашвилла;
16 000 футов (4900 м) — 40° от Пеории до Дейтона и 30° от Пеории до Нашвилла.
На 06:00 CST
Горизонтальные воздушные потоки:
16 000 футов (4900 м) — 150° 48 узлов;
18 000 футов (5500 м) — 150° 80 узлов.
Вертикальные воздушные потоки:
Нашвилл: на 16 000—17 000 футов — 26 узлов/1000 футов (300 м);
Дейтон: на 16 000—18 000 футов — нет, на 18 000—20 000 футов — 5,5 узлов/1000 футов (300 м).
Градиент ветра во всей области:
18 000 футов (5500 м) — 60° от Пеории до Дейтона;
16 000 футов (4900 м) — 50° от Пеории до Дейтона и 40° от Пеории до Нашвилла.
Также были проанализированы доклады от экипажей самолётов, из которых существенными были следующие:
1. 13:10 — F-101 Voodoo в 50 милях южнее Дейтона на 20 000 футов (6100 м) при ясном небе попал в слой толщиной 500 футов (150 м) серьёзной турбулентности;
2. 14:00 — Lockheed T-33 над Цинциннати на высотах от 20 000 футов (6100 м) до 25 000 футов (7600 м) столкнулся с сильной турбулентностью;
3. 14:30 — Lockheed Electra при прохождении высоты 21 000 футов (6400 м) над Нью-Хоупом (штат Кентукки) столкнулся с понижением температуры на 10—15 C° на границе реактивного следа, при этом также наблюдалась сильная турбулентность и колебания воздушной скорости;
4. 15:15 — самолёт неуказанного типа над Колумбусом на высотах от 11 000 футов (3400 м) до 17 000 футов (5200 м) столкнулся с сильной турбулентностью;
5. 15:00 — B-57, следуя от Луисвилла до Цинциннати при ясном небе на высотах от 17 000 футов (5200 м) до 25 500 футов (7800 м), попал под воздействие сильной турбулентности;
6. 15:30 — B-57, следуя на высоте 20 000—25 000 футов в 50 милях северней Луисвилла, был вынужден снизиться до 15 000 футов (4600 м) из-за сильной турбулентности;
7. 16:40 — Douglas DC-7, следуя на 19 000 футов (5800 м) от Луисвилла до Набба[англ.] при ясном небе, столкнулся с сильной турбулентностью;
8. 18:00 — Lockheed Constellation на высотах от 11 000 футов (3400 м) до 17 000 футов (5200 м) над Цинциннати столкнулся с сильной турбулентностью.

В ходе расследования следователи нашли прогнозы погоды, опубликованные в авиакомпании Northwest Airlines и в Бюро погоды США, и которые экипаж получал в Миннеаполисе и Чикаго. Эти прогнозы содержали в себе и области ветров, но ни один из прогнозов погоды даже не упоминал, что на маршруте полёта при ясном небе может быть турбулентность.

### Изучение обломков
Основная часть самолёта врезалась в мягкий грунт на небольшом склоне в точке координат 37°54′38″ с. ш. 86°38′00″ з. д., сформировав при ударе кратер размерами 40 футов (12 м) (с севера на юг) на 30 футов (9,1 м) (с востока на запад) и глубиной 12 футов (3,7 м). Авиалайнер при ударе разрушился на мелкие части, которые частично присыпало подброшенной в воздух землёй. В западной части кратера было обнаружено хвостовое оперение, в северной — основная часть фюзеляжа (кабина пилотов, а также часть горизонтального стабилизатора), а в южной части кратера — силовую установку № 2 (левый внутренний двигатель вместе с винтом) и часть левой плоскости крыла. Также часть обломков при взрыве отбросило на расстояние до 1500 футов (460 м) к востоку и юго-востоку от кратера. В целом падение было близко к вертикальному, при этом находящиеся близ места падения небольшие деревья практически не пострадали. В целом было установлено, что самолёт падал носом вниз с целым фюзеляжем и хвостовой частью, а также значительной частью левой плоскости крыла, включая второй двигатель.
Для поисков остальных обломков были задействованы три с половиной сотни солдат из находящегося по соседству Форт-Нокса, которые пешком прочесали площадь в 21 кв. миль (54 км2). Вскоре с вертолёта было обнаружено правое крыло, которое находилось на удалении 11 291 фут (3441 м) от кратера по азимуту около 10,5°. Также на удалении менее 2000 футов (610 м) от правого крыла были найдены оба внешних двигателя (№ 1 и 4). Большинство фрагментов обоих крыльев были разбросаны на площади длиной 7 миль (11 км) и шириной 1 миля (1,6 км), вытянутой по магнитному курсу 70°, то есть почти поперёк относительно направления полёта.
Большинство обнаруженных обломков были доставлены на завод-изготовитель Lockheed Aircraft Corporation в Бербанк (штат Калифорния); двигатели отвезли на завод Allison в Индианаполисе (Индиана). По результатам предварительного расследования был сделан вывод, что во время полёта за короткий промежуток времени отделилось целиком правое крыло и часть левого крыла. Экспертиза фюзеляжа, хвостового оперения, шасси и систем управления не обнаружила каких-либо признаков неисправностей или отказов до момента столкновения с землёй, кроме разве что самого отделения крыла. Металл внутреннего участка правого крыла подвергли экспертизе, но никаких микротрещин, пустот и посторонних вкраплений обнаружено не было.
Изучение лонжеронов в районе корневой части правого крыла показало, что их разрушение началось в момент изгиба вверх. Разрушение левой плоскости крыла произошло в результате всё увеличивающихся колебаний вверх и влево первого двигателя, пока перегрузки не превысили критическое значение, после чего произошёл разрыв нижнего лонжерона. Признаков пожара на борту до начала разрушения найдено не было, как и не было найдено признаков в нарушении работы двигателей.

## Программа по переоценке самолёта
Катастрофа близ Каннелтона почти полностью повторяла произошедшую за полгода до этого, 29 сентября 1959 года, катастрофу Lockheed L-188A Electra компании Braniff близ Баффало, штат Техас. В обоих случаях авиалайнеры выполняли полёт на установленном эшелоне при хороших погодных условиях, когда у них неожиданно отделялось крыло (у самолёта Braniff — левое; у Northwest — правое). При этом модели L-188A и L-188C получили сертификаты лётной годности всего за год до этого — 22 августа 1958 года.
В результате через три дня после катастрофы рейса 710, 20 марта 1960 года Федеральное управление гражданской авиации США (FAA) в качестве временной непредвиденной меры выпустило сертификат лётной годности, согласно которому крейсерская скорость самолётов «Электра» была снижена с 324 до 275 узлов (0,55 Маха). Ещё через пару дней, 22 марта состоялась встреча представителей Lockheed (изготовитель самолёта), Allison (изготовитель двигателей), НАСА, Совета авиационной безопасности и операторов Lockheed Electra, после чего 25 марта Федеральное управление гражданской авиации внедрила дополнительные меры:
1. Крейсерская скорость была дополнительно снижена до 225 узлов, а максимальная — до 245 узлов. Дело в том, что обе катастрофы, как предполагалось, произошли на скорости, близкой к 275 узлам, то есть было рекомендовано ещё больше снизить максимальные скорости. Также было рекомендовано внести доработку в конструкцию автопилота, чтобы он отключался, если шаг винтов устанавливался в нулевое или максимальное положение. Помимо этого, от операторов самолёта потребовали точно соблюдать установленные для данного типа самолётов руководств по выполнению заправки топливом.
2. В течение 30 дней требовалось провести тщательную проверку по влиянию турбулентности на конструкцию самолёта, при этом акцентировать внимание на повреждения рёбер жёсткости и заклёпочных соединений. Также в указанный срок требовалось провести проверки рулей высоты и связанных с ними систем. Также требовалось проводить регулярные проверки топливных баков на предмет течи после испытаний повышенным давлением, и проверки структур самолёта после различных инцидентов, связанных с сильной турбулентностью, жёсткими посадками и посадками с высоким весом.
3. Главному отделу лётных стандартов (англ. Chiefs, Flight Standards Divisions) было дано указание на протяжении 30 дней провести проверки по наблюдению и контролю самолётов L-188 по их полётной эксплуатации и тренировкам. Особенно инспекторы должны были акцентировать внимание на планировании полётов, предполётных подготовках, выборах скоростей полёта, руководствах по лётной эксплуатации, ненормальной работе оборудования, действиях после выполнения полёта, а также лётных тренировках.

Также 25 марта 1960 года компании Lockheed Aircraft Corporation, после ряда встреч по обсуждению проблем самолёта, было дано указание провести техническую переоценку конструкции «Электры», чтобы определить, какие особенности дизайна или эксплуатации могли привести к разрушению конструкции лайнера. Это требовало проведения лётных испытаний, проверок конструкции, аэродинамики и проектов, а также специальных расследований и тестов. Аналогичные испытания требовалось провести заодно и с силовыми установками — двигателями и воздушными винтами. Для помощи в проведении данной программы подключились авиастроительные корпорации Boeing и Douglas, а также НАСА и ряд других организаций.
Лётные испытания проводили на Lockheed L-188C с бортовым номером N122US (заводской — 1077), также авиакомпании Northwest Airlines.

### Испытания в Лэнгли

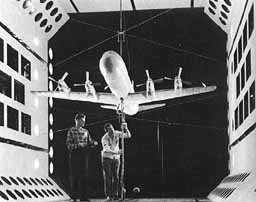
Сотрудники НАСА проводят испытания модели самолёта в аэродинамической трубе

По изучению обломков было определено, что в обоих случаях отделению крыла предшествовало колебание в районе редуктора его крайнего двигателя. Это явление, когда вал воздушного винта начинает колебаться, после чего вибрация через гироскопические связи передайтся и на всю мотогондолу, известно как флаттер и конструкторы знали о нём ещё с конца 1930-х годов, то есть уже два десятка лет. При этом ранее не было известно случаев, чтобы колебания силовой установки приводили к разрушению планера, но то были самолёты с поршневыми двигателями, развивающие относительно небольшие скорости. Более современный (по тем меркам) «Электра» имел гораздо более быстроходные турбинные двигатели и воздушные винты с увеличенным диаметром, а также развивал гораздо более высокие скорости, что значительно отличало его от предшественников. Поэтому было решено провести испытания модели этого лайнера в принадлежащем НАСА научно-исследовательском центре Лэнгли (находится в Хэмптоне, штат Виргиния), где имелась дозвуковая аэродинамическая труба длиной 19 футов (5,8 м) Впервые в истории этой установки в ней испытывали модель уже существующего самолёта, а не различные проекты
Для испытаний взяли уже существующую модель Lockheed Electra в масштабе 1:8, которую ранее использовали для испытаний на явление флаттера перед получением сертификата на данный тип самолёта, но теперь модель для испытаний была несколько модифицирована. Эти модификации включали создание обдува воздушных винтов и изменение жёсткости подвески двигателей. Саму модель поставили на специальный разработанный в Boeing вертикальный стержень, который немного допускал воспроизводить условия свободного полёта. Тесты выполнялись совместно инженерами НАСА и авиастроительных корпораций Lockheed и Boeing, а всего с мая 1960 по декабрь 1961 года в аэродинамической трубе было проведено 9 различных испытаний модели. Помимо испытаний целой модели, в трубе исследовали также отдельно снятую с модели мотогондолу с воздушным винтом и закреплённую на боковой стенке плоскость крыла. В ходе данных испытаний сотрудники Уилмер Х. Рид III (англ. Wilmer H. Reed III) и Сэмюэль Р. Блэнд (англ. Samuel R. Bland) создали методики для математического анализа флаттера воздушного винта, благодаря чему было значительно упрощено прогнозирование и предотвращение данного явления.
Эти испытания подтвердили, что на «Электре» действительно может возникать флаттер воздушного винта, правда, для этого пришлось снизить жёсткость опор двигателей. В условиях реальной эксплуатации жёсткость опор двигателей может снижаться при жёстких посадках, что было довольно распространено из-за недостаточного опыта экипажей по пилотированию турбовинтовых самолётов, либо при столкновении во время полёта с очень сильной турбулентностью. Когда ещё при сертификационных тестах модель самолёта испытывали в стандартных условиях, то флаттер не наблюдался, но стоило только испытателям от НАСА и авиапромышленности снизить в масштабе жёсткость опор внешних мотогондол (двигатели № 1 и 4), как тут же начинались сильные колебания. Более того, в случае если возникал опасный резонанс с колебаниями крыла, то всего за несколько секунд у модели отрывало крыло. Было доказано, что подобная ситуация могла произойти и на реальном самолёте, причём на разрушение конструкции ушло бы всего несколько секунд.

## Анализ данных
Согласно имеющимся погодным данным и показаниям пилотов, катастрофа борта N121US произошла в ясном небе, где, однако, была сильная турбулентность. По результатам изучения обломков было определено, что авиалайнер выполнял горизонтальный полёт, следуя по курсу 170° и с приборной скоростью 260 узлов на эшелоне 18 000 футов, когда неожиданно на правом крыле вырвало куски в верхней части, после чего всё крыло отделилось от фюзеляжа. Одновременно с этим на левом крыле оторвало внешнюю консоль левого крыла и отделился двигатель № 1; двигатель № 4 оторвало от крыла уже после того, как отделилось всё правое крыло. Весь процесс отделения правого крыла занял примерно 6—10 секунд.
Как уже было сказано выше, пожара на борту до момента разрушения не было. Исходя из положения топливных клапанов, слив топлива экипаж не выполнял, клапаны кольцевания также были в нормальном рабочем положении. Был ли в момент происшествия включён автопилот, следователи определить не смогли. Проверка всех двигателей не выявила никаких признаков неисправности или отказа, которые могли бы привести к катастрофе.
Оба крайних двигателя (№ 1 и 4) отделились от самолёта уже в начале разрушения, причём первым был № 1, а № 4 следом через очень короткий промежуток времени. Поэтому данному вопросу следовало уделить высокую важность. Определённо, отделение двигателей было вызвано ненормальными нагрузками, но при этом не было найдено доказательств, что данные нагрузки привели к усталости металла. Ситуация, чтобы в обоих противоположных двигателях начали развиваться усталостные трещины, приведшие к почти одновременному отделению двигателей, фактически невозможна.

## Причина
В конце апреля 1960 года Совет по гражданской авиации опубликовал отчёты по результатам расследования катастроф самолётов «Локхид Электра» близ Баффало и Каннелтона (28 и 24 апреля 1961 года соответственно), согласно которым причиной стало разрушение и отделение крыла (левого и правого соответственно). Само разрушение крыла было вызвано колебаниями мотогондол из-за флаттера, а способствующим фактором стало ослабление конструкции за период эксплуатации и столкновение самолёта в роковом полёте с сильной турбулентностью.

## Последствия
По результатам расследования корпорация Lockheed внесла изменения в конструкцию самолётов типа L-188 Electra, в том числе переделала узлы креплений двигателей, гондол и капотов, а также повысила прочность конструкции крыла. Больше катастроф «Электры» по причине флаттера воздушного винта уже не происходило.
Также, как уже сказано выше, в период испытаний в НАСА были созданы новые методики по прогнозированию и предупреждению возникновения флаттера. 13 июня 1963 года Федеральным агентством авиации была предложена поправка о внесении изменений в Положения гражданской авиации пункт 4b.308, чтобы конструкция самолётов рассчитывалась на повышение упругости с учётом возникновения флаттера. В октябре 1964 года данная поправка была вынесена на рассмотрение, а в следующем месяце, конкретно 3 ноября, принята.

## Память
Спустя год, в 1961 году на месте катастрофы был установлен мемориал с именами всех 63 погибших. Надпись на нём гласит: Этот мемориал, посвящённый памяти 63 человек, погибших на этом месте 17 марта 1960 года при катастрофе самолёта, был установлен за подписью общества в надежде, что подобная трагедия больше не повторится (англ. This memorial, dedicated to the memory of 63 persons who died in an airplane crash at this location, March 17, 1960, was erected by public subscription in the hope that such tragedies will be eliminated).

### Комментарии
1. ↑  Название дано согласно итоговому отчёту.
2. ↑  Здесь и далее указано Центральноамериканское время (CST)